# Wolfgang Zamastil

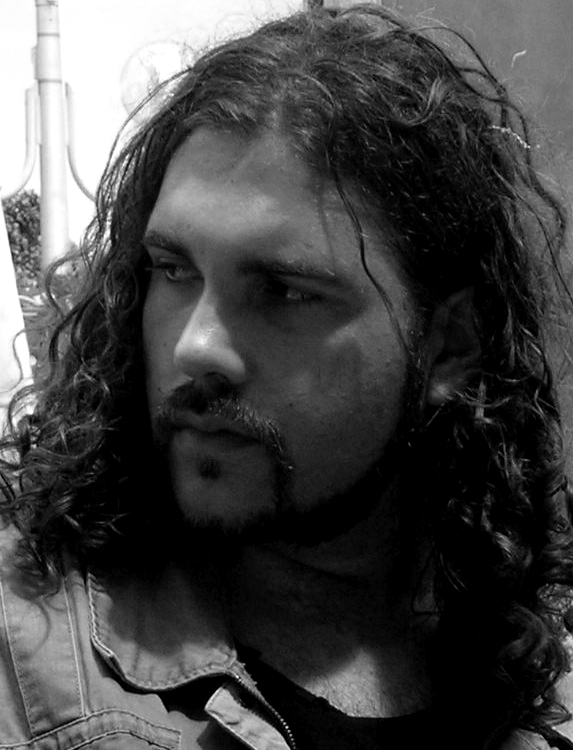
Wolfgang Zamastil

Wolfgang Zamastil (* 13. März 1981 in Salzburg; † 26. November 2017) war ein österreichischer Cellist, Komponist und Produzent.

## Leben
Wolfgang Zamastil studierte in den Jahren von 1990 bis 2000 an der Universität Mozarteum Salzburg Violoncello bei Wilfried Tachezi und Clemens Hagen sowie von 2000 bis 2003 an der Hochschule für Musik Hanns Eisler in Berlin bei Michael Sanderling und Jens Peter Maintz, bei dem er 2008 mit Diplom und Konzertexamen abschloss.
Im Jahr 2000 gründete er das Ensemble Continuum, für das er bis 2008 hauptsächlich komponierte. 2005 erhielt er ein einjähriges Stipendium an der Internationalen Ensemble Modern Akademie in Frankfurt, durch das er neben der Interpretation Neuer Musik auch wichtige Impulse für seine Arbeit als Komponist bekam.
Konzertreisen als Interpret und Komponist führten ihn durch Europa, die USA und Kanada. In den Jahren von 2010 bis 2014 war er Cellist des Asasello Quartetts Köln und ebenfalls seit 2010 Cellist des Ensembles LUX:NM.
Wolfgang Zamastil starb an Krebs. Er hinterließ eine Frau und zwei Kinder.

## Werke (Auswahl)
Zamastils Musik reicht von zeitgenössischer Kammermusik, Tango und Filmmusik über Musik für Kinder bis zur Popmusik.

„Die bald einsetzende, unbarmherzig hämmernde Fußmaschine der Saxophonistin wird als eigentlich stoisches Klangelement zum Leitfaden durch das farberfüllt knirschende, immer interessante und spannend narrative „Archiv“ Zamastils, der es dem Hörer – umso sympathischer – nicht leicht macht, ihm bei seinem langen, aber nicht langweiligen Gang zu folgen, ihn jedoch durch seinen wirklich intelligenten Umgang mit klanglichem Trash liebevoll zum Zuhören zwingt.“

„Durch die ganze CD mit ihren 10 Songs (acht von Zamastil, 2 von Tröndle) zieht sich eine latente Ironie, einzelne musikalische Bausteine schrammen knapp am Zitat vorbei. Dieses bewusste Spiel mit Pop-Klischees ist äußerst clever und schreit nach Fortsetzung.“

### Tanz, Film und Theater
- Seit 2006 war Wolfgang Zamastil musikalischer Partner des New Yorker Choreographen Richard Siegal in dessen Stücken „As if Stranger“, „Homo Ludens“, „If/Then for Strings“ u. a.[4]
- Zur Einspielung der CD „aguacil“ wurde parallel in Zusammenarbeit mit Patrick Müller aus animiertem Fotomaterial ein 68-minütiger Experimentalfilm geschaffen, der in Konzerten parallel zur Musik live von einem VJ nach Partiturangaben stets neu zusammengebaut wird.[5]
- 2006 bis 2009 war er aktives Mitglied des Musiktheater-Kollektivs bassgasse3,[6] das an inszenierten Konzerten, bzw. neuen Konzertformen arbeitet.

### Ensemblemusik
- los versos del capitan – Quartett für Klavier, Akkordeon, Violoncello und Kontrabass mit Solostimme Alt (2000)[7]
- insolencia – Tango für Streichquartett mit zwei Violinen, Viola und Violoncello (2002)[7]
- gràinia – Duo für Klavier und Violoncello (2003)[7]
- für die kinder – Trio für Klavier, Violine und Violoncello (2003)[7]
- the prescription – Duo für Klavier und Violoncello (2003)[7]
- esta – Quartett für Klavier, Akkordeon, Violoncello und Kontrabass (2004)[7]
- vier miniaturen – Trio für Viola, Violoncello und Kontrabass (2004)[7]
- portrait – Duo für Klavier und Violoncello (2005)[7]
- ?nadie? – Quartett für zwei Violoncelli, Akkordeon und Kontrabass mit Elektronikzuspielung (Tape) (2006)[7]
- meditation – Solo für Violoncello mit Elektronikzuspielung (Tape) (2006)[7]
- bending corners – Quintett für zwei Violinen, Bassklarinette, Viola und Violoncello mit Elektronik (Leslie-Lautsprecher) (2006)[7]
- dialogue – Solo für Violoncello mit Tonbandzuspielung live (2006)[7]
- moguer – Trio für Fagott, Klavier und Violine (2006)[7]
- almendra – für Streicher oder neun andere Instrumente (2006)[7]
- jump cuts – Trio für Klavier (2007)[7]
- patterns – Duo für Viola und Violoncello (2007)[7]
- escaping from wonderland – Duo für Saxophon und Violoncello (2007)[7]
- archiv – Duo für Klavier und Violoncello (2008)[7]
- archiv II – Trio für Saxophon, Akkordeon und Violoncello (2008)[7]
- archiv III – Trio für zwei Violinen und Violoncello (2008)[7]
- forthright|in|a-long|silent|seaside – trio für Saxophon, Akkordeon und Violoncello (2009)[7]
- humming – Duo für Baritonsaxophon und Akkordeon mit Tonbandzuspielung (2015)[7]

### Solomusik
- b 02 – Solo für Violoncello (2002)[7]
- hasta el infinito – Solo für Violoncello (2002)[7]
- pendant toute ma vie – Solo für Violoncello (2003)[7]
- „… und hätte die liebe nicht …“ – Solo für Violoncello (2003)[7]
- traumbilder – Solo für Violoncello (2004)[7]
- nachts – Solo für Violoncello (2005)[7]
- die liebende – Solo für Violine (2006)[7]
- durch – Solo für Violine (2013)[7]
- projecting – Solo für Violoncello (2015)[7]

### Filmmusik
- zweisam – Trio für Perkussion, Akkordeon und Elektrische Bassgitarre (2004)[7]
- „What about Don Quichotte“ – Quartett für Klavier, Akkordeon, Violoncello und Kontrabass (2006)[7]
- „Don Quichotte fight the dragon“ – Sextett für Saxophon, Akkordeon, Violine, Violoncello, Kontrabass und Fender Rhodes (2007)[7]
- „Die Liebenden von Axos“ – Musik zur Dokumentation (2008)[7]

## Diskographie (Auswahl)
Als Komponist/Produzent
- 2003: Incio - Wolfgang Zamastil und Continuum[2]
- 2004: Vueltas - Wolfgang Zamastil und Continuum[2]
- 2007: A la inmensa minora - Wolfgang Zamastil und Continuum[2]
- 2007: Aguacil - Wolfgang Zamastil und Continuum[2]
- 2009: Lab of the Halo: Ardy.H.Erakles
- 2010: Lab of the Halo: Other Terms Of Confusion[2]
- 2011: Lab of the Halo: Foreign Minds
- 2013: Calling - Luna*Lab (session work records)[2]
- 2014: Palm pilot: palm pilot[2]

Als Gast
- 2005: The Efrat Alony Band: Unravelling
- 2007: Oren Lavie: The opposite side of the sea
- 2010: Ensemble Adapter: Tom Rojo Poller - Gehen
- 2012: Ensemble Adapter: … bis als letzter der Zeugen das Gedächtnis verstummt – ensemble adapter (Vinyl only)[2]

Mit dem Asasello-Quartett
- 2012: PAYSAGES (digital only)
- 2013: Anton Webern: Sechs Bagatellen (Vinyl only)
- 2013: Echtzeit
- 2014: Marmarai – Oriental Contemporary
- 2014: Gradients of Detail
- 2014: Melancholy (Lucia Duchonova, Mezzo)

Mit dem Ensemble LUX:NM
- 2016: GENUIN – LUXUS (GEN 16443)

Sampler
- 2006: 43. Internationale Ferienkurse für Neue Musik – (mit R.C. Crego & Ueli Wiget)
- 2008: 4444 Seconds Of Austrian Popmusic